# Eggersberg (Riedenburg)
Eggersberg ist eine Gemarkung im Landkreis Kelheim in Niederbayern. Bis 1972 bestand die Gemeinde Eggersberg.
Die Gemarkung Eggersberg hat eine Fläche von 875,3049 Hektar, 856 Flurstücke und nur einen Gemarkungsteil. Sie liegt vollständig auf dem Gebiet der Stadt Riedenburg. Ihre benachbarten Gemarkungen sind Meihern, Perletzhofen, Riedenburg, Thann und Deising. Auf der Gemarkung liegen die Riedenburger Gemeindeteile Georgenbuch, Harlanden, Obereggersberg, Oberhofen und Untereggersberg.

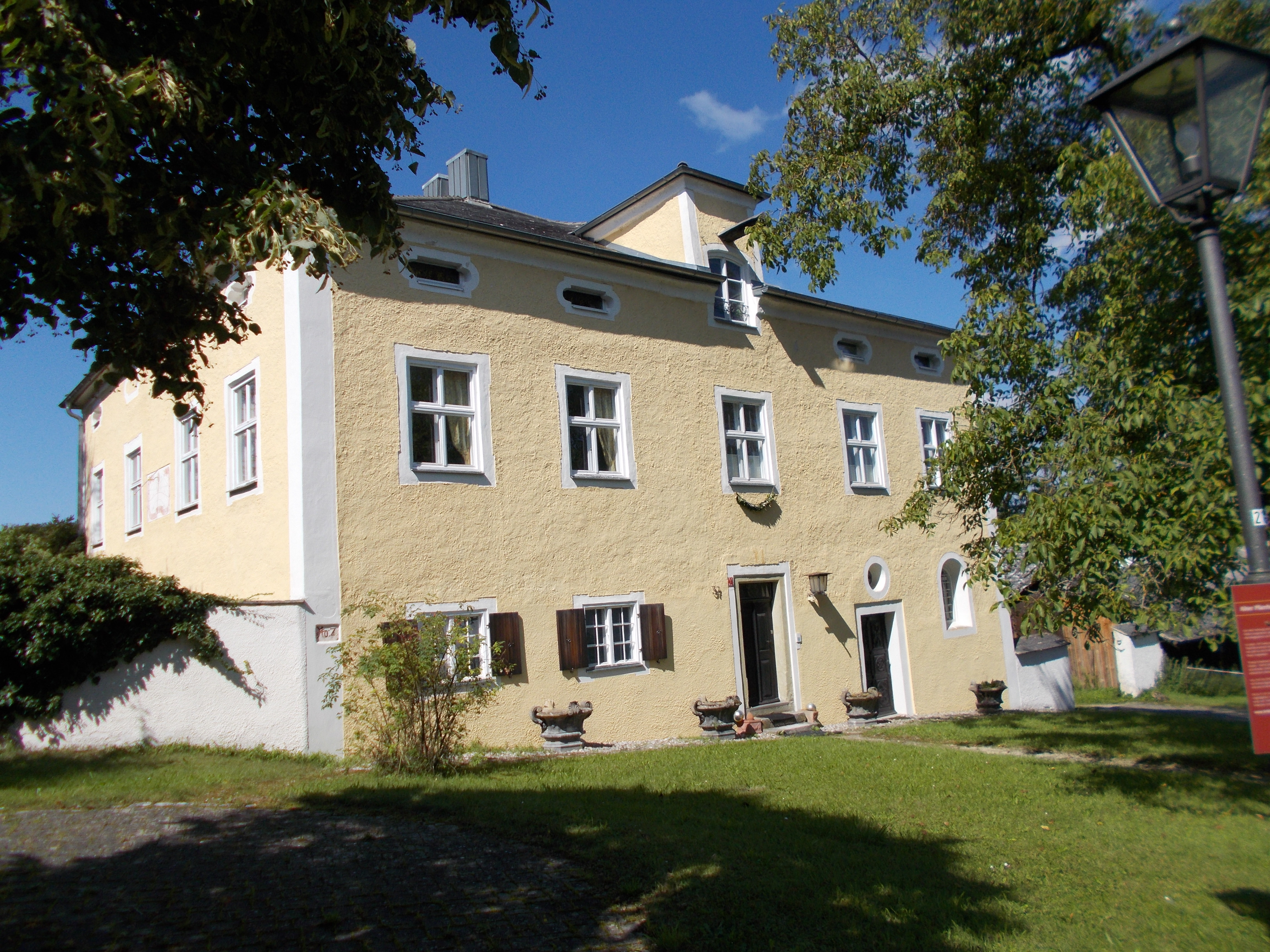
Alter Pfarrhof, Obereggersberg, erbaut 1772

## Geschichte

### Vor- und Frühgeschichte
In der Gemarkung Eggersberg wurden keltische Siedlungsreste und Gräberfelder ergraben, die einige bedeutende Funde zutage förderten. Diese Stücke sind zum Teil im Hofmark-Museum von Schloss Eggersberg zu besichtigen. Teilweise ergab sich die Notwendigkeit für Grabungen aus dem Bau des Rhein-Main-Donau-Kanales.
In Untereggersberg wurde von 1986 bis 1991 am Ufer der Altmühl ein hallstattzeitliches Gräberfeld mit über 100 Bestattungen in 95 Grablegen ausgegraben. Sowohl Körper- als auch Brandbestattungen wurden dokumentiert. Es fanden sich auch vergoldeter Schmuck sowie Beigaben auch Waffen, Pferde- und Wagenzubehör. Die Gräber waren wabenartig um ein Zentralgrab angeordnet aufgefunden.

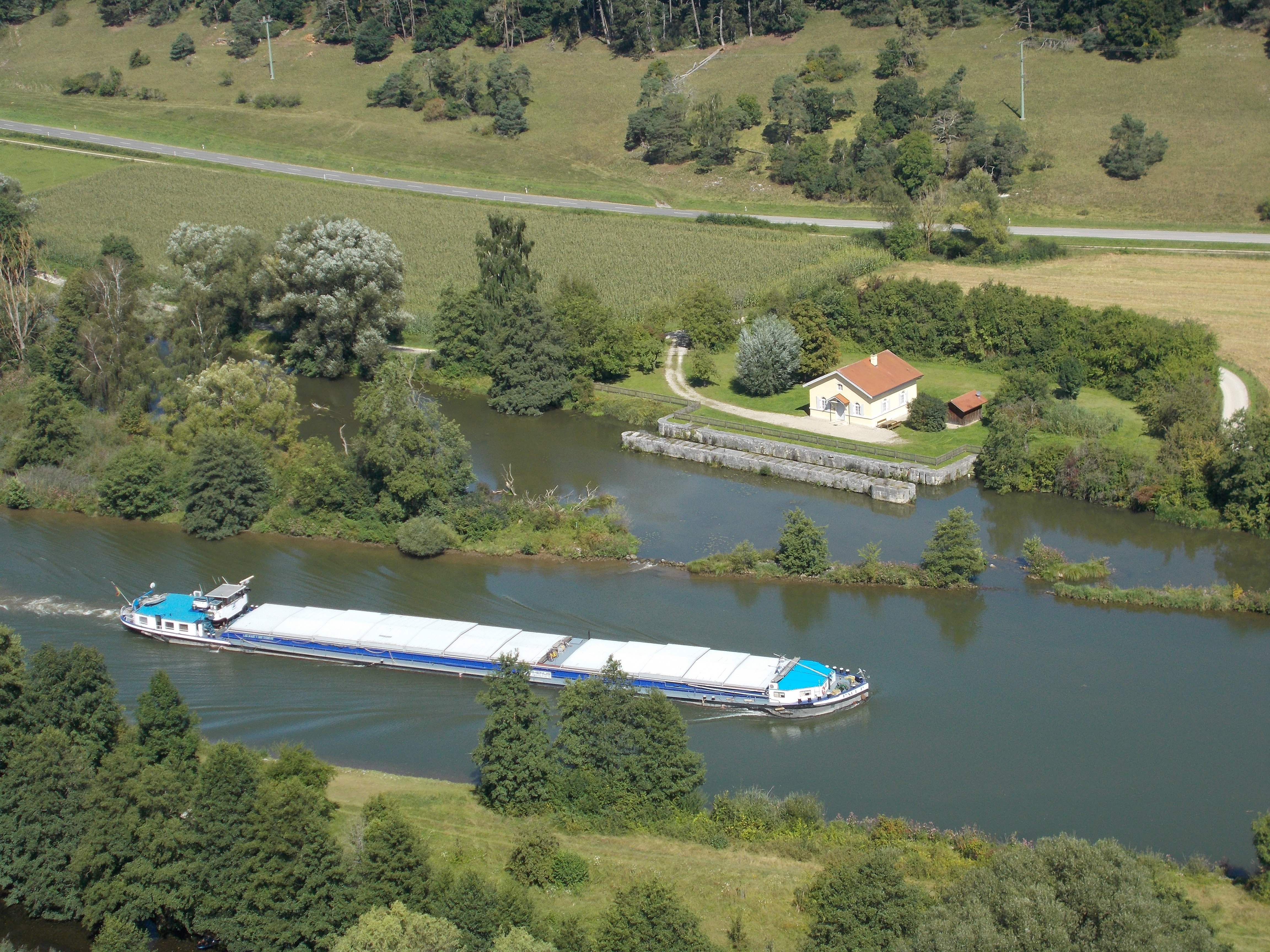
Rhein-Main-Donau-Kanal bei Untereggersberg

### Mittelalter
Im 10. Jahrhundert wird Eggersberg als Veste erwähnt. Im 12. Jahrhundert werden die Grafen von Bogen als Eigner erwähnt, wobei im 14. und 15. Jahrhundert die Burg häufige Besitzerwechsel erlebte. Sie ging über die bayrischen Herzöge als Lehen an die Herren von Wolfenstein, dann weiter an Hilpoltstein und Lichteneck. Herzog Johann von Bayern-München und in Folge Ritter Wilhelm der Fraundorfer übernehmen die Anlage, bis sie an die Familie Muracher von Murach fällt, die durch Raubrittertum auffielen. Danach werden die Namen Muggenthaler, Pappenheim und Helfenstein genannt.
Riedenburg gehörte laut Diözesan-Matrikel ab dem 14. Jahrhundert so erwähnt zur Pfarrei Schambach.

### Neuzeit
Im 16. Jahrhundert wird die Burg als verfallen beschrieben, wobei hier auch der sog. Löwlerkrieg als Ursache vermutet wird. Leonhard von Eck (1480–1550) bekam die Hofmarken Eggersberg und Wolfseck übertragen. Sein Nachfolger Wilhelm Jocher von Egersperg (1565–1636) erbaute das Schloss, welches 1604 fertiggestellt wurde. Seine Bedeutung lag in seinen Bemühungen um die Eindämmung der Hexenverfolgung in Bayern. Sein Sohn Adam ließ die Burgruine weitestgehend abbrechen und wohnte im Schloss. Nach dessen Konkurs und infolgedessen der Zwangsversteigerung des Schlosses ging dieses an die Familie von Bassus über, die als Mäzene auch den aus Altmannstein stammenden Opernkomponisten Johann Simon Mayr sowie auch den Bildhauer Ignaz Günther förderte.
Im Jahre 1772 wurde auch der alte Pfarrhof errichtet.

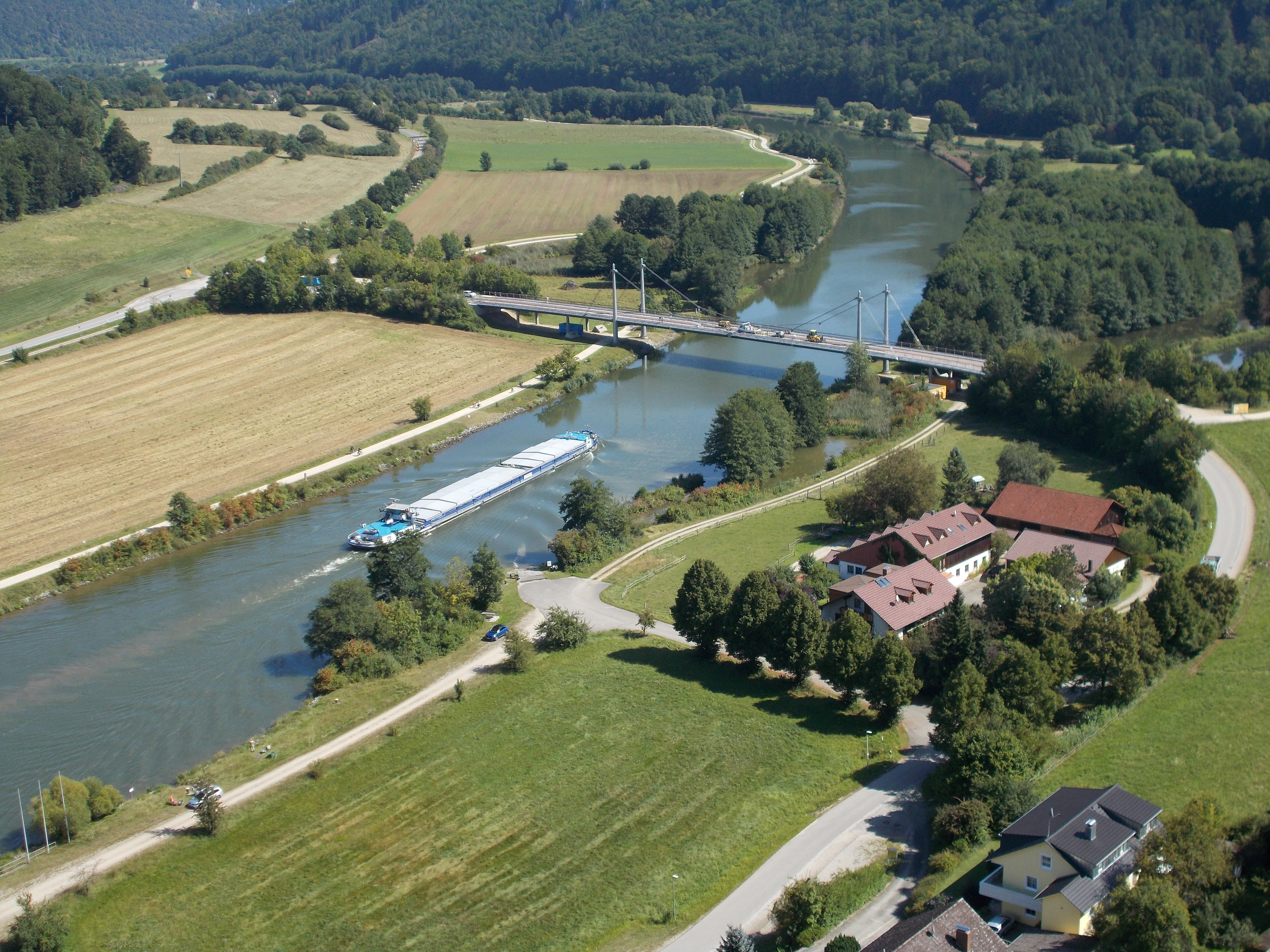
Untereggersberg, Brücke über den Rhein-Main-Donau-Kanal

### 19. und 20. Jahrhundert
Die Gemeinde Eggersberg umfasste die Orte Georgenbuch, Harlanden, Obereggersberg, Oberhofen und Untereggersberg. Sie wurde 1880 vom Bezirksamt Hemau zum Bezirksamt Beilngries umgegliedert und 1909 dem neu gebildeten Bezirksamt Riedenburg zugeteilt. Ihren höchsten Einwohnerstand von 415 hatte sie im Jahr 1950. Im Zuge der Gebietsreform in Bayern wurde die Gemeinde aufgelöst und im Jahr 1972 vollständig in die Stadt Riedenburg eingegliedert. Im Jahr 1964 umfasste die Gemeindefläche 866,04 Hektar.
Während der Weltkriege befindet sich das Schloss unter der Verwaltung des Majors von Echterstab, wird nach dem Zweiten Weltkrieg als Flüchtlingsunterkunft genutzt und schließlich im Jahr 1962 durch den Gründer der Landesgruppe Bayern der Deutschen Burgenvereinigung sowie das Gründungsmitglied des Bayerischen Landesdenkmalrates Dr. Robert Weigand käuflich erworben und einer gastronomischen Nutzung zu geführt. 1994 wurde der ruinöse Marstall denkmalgerecht saniert und hat heute mit 50 m Länge das größte Legschieferdach. Er beherbergt heute das Hofmark-Museum und seit 2004 die Dr.-Robert-Weigand-Kulturstiftung.
1909 wurde auf Anregung des Bischöflichen Ordinariates Regensburg die Gründung eines Pfarreivereines veranlasst, der 1921 die Bestätigung Riedenburgs als eigene Pfarrei zur Folge hatte mit vollständiger Selbständigkeit im Jahr 1955. Die Zuständigkeit liegt heute bei der etwa 380 Gemeindemitglieder umfassenden Pfarrei Eggersberg-Thann mit der Filialkirche St. Johannes Evangelist in Thann, die der Pfarrei Riedenburg angegliedert ist.